# C/1964 P1 Everhart
C/1964 P1 Everhart è una cometa non periodica scoperta il 7 agosto 1964 dall'astronomo statunitense Edgar Everhart.